# John Restrepo
John Javier Restrepo (Medellín, 22 de agosto de 1977), mais conhecido como John Restrepo, é um ex-futebolista colombiano.
Atuou pela Seleção Colombiana de Futebol entre 2001 e 2010, vencendo a Copa América de 2001. Seu último clube foi Rionegro Águilas.

## Títulos

### Seleção da Colômbia
- Copa América: 2001.